# جین اونانا

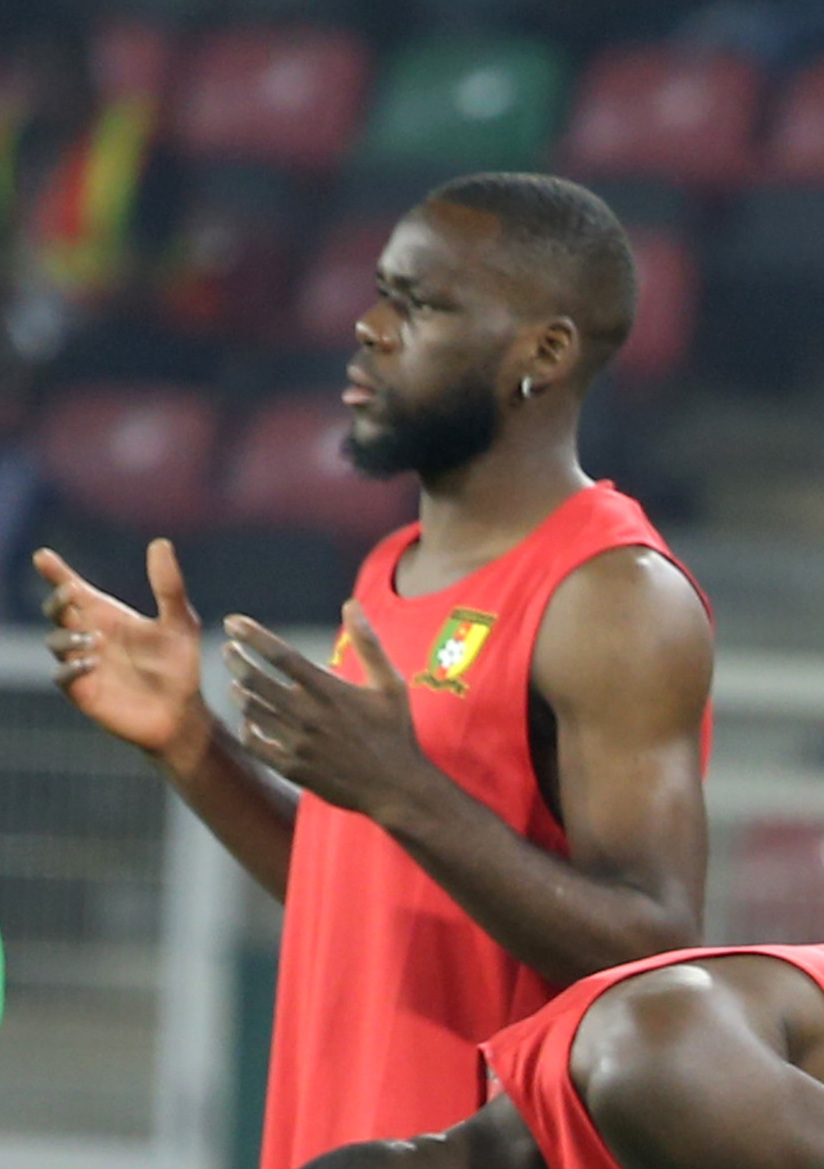
تصویر جین اونانا بازیکن فوتبال اهل کامرون

جین اونانا (انگلیسی: Jean Onana؛ زادهٔ ۸ ژانویهٔ ۲۰۰۰) بازیکن فوتبال اهل کامرون است.
از باشگاه‌هایی که در آن بازی کرده‌است می‌توان به باشگاه فوتبال لیتشوئس اشاره کرد.
وی همچنین در تیم ملی فوتبال کامرون بازی کرده‌است.